# Amerila atrivena
Amerila atrivena är en fjärilsart som beskrevs av George Francis Hampson 1907. Amerila atrivena ingår i släktet Amerila och familjen björnspinnare. Inga underarter finns listade i Catalogue of Life.